# Districte de Marmanda
El districte de Marmanda és un districte francès del departament d'Òlt i Garona, a la regió de la Nova Aquitània. Té 10 cantons i 98 municipis. El cap és la sotsprefectura de Marmanda.

## Cantons
- cantó de Boglon
- cantó de Castèl Moron
- cantó de Duràs
- cantó de Lausun
- cantó de Marmanda Est
- cantó de Marmanda Oest
- cantó de Lo Mas d'Agenés
- cantó de Melhan
- cantó de Sèishas
- cantó de Tonens